# Slabce (zámek)
Slabce jsou tvrz přestavěná na zámek ve stejnojmenné obci v okrese Rakovník. Dochovaná empírová podoba je výsledkem přestavby v polovině devatenáctého století. Zámecký areál je od roku 1965 chráněn jako kulturní památka.

## Historie
Panské sídlo ve Slabcích bývalo už v polovině čtrnáctého století. Část vesnice tehdy patřila ke křivoklátským manstvím a stával v ní poplužní dvůr, jehož součástí mohla být i tvrz. V roce 1360 ve dvoře sídlil Jaroslav ze Svinařova. Dvůr zanikl během husitských válek.
Tvrz, jejíž zdivo se částečně dochovalo v budově zámku, postavil v letech 1540–1542 Burian z Vahanče. Ten ve Slabcích sídlil ještě v roce 1567 a po něm tvrz zdědili synové Šebestián a Burjan z Vahanče připomínaní v roce 1583. Roku 1605 od nich vesnici získala Johanka Újezdecká, rozená ze Vchynic, a připojila ji k Modřejovicím. Během stavovského povstání tvrz obsadili vzbouření stavové. Po bitvě na Bílé hoře však byla vrácena právoplatné majitelce, kterou se stala Johančina dědička Lidmila Slepotická († 1630). Dalším pánem ve Slabcích se stal Lidmilin zeť Václav Celer z Rozentálu s dcerami, z nichž později tvrz připadla Johance Evě, provdané za Jana Antonína Munda z Mundfeldu. Když její manžel zemřel, prodala Johanka roku 1684 tvrz synovi Maxmiliánu Rudolfovi z Mundfeldu.
O dva roky později Slabce od Maxmiliána Rudolfa koupil Karel Vančura z Řehnic, který zahájil přestavbu staré tvrze na barokní zámek. Zemřel v roce 1713 ještě před dokončením stavby. Zámek poté dostavěl jeho syn, ale vzhledem k nedostatku peněz se výstavba protáhla až do roku 1735. Roku 1754 statek koupil Karel Josef Hildprandt z Ottenhausenu na Zhoři za 34 tisíc zlatých. V roce 1800 došlo ke statickým poruchám zdiva, a Hildprandtové zámek proto zmenšili. Dochovaná podoba zámku je až výsledkem empírové přestavby, kterou nechal provést Hugo Nostic z Rieneku na Hřebečníkách, jenž zámek koupil roku 1847 za 580 183 zlatých.
V roce 1866 zámek získal Alex Croy Dülmen, po němž jej zdědil syn Alexis, který se stal posledním šlechtickým majitelem zámku, kde shromáždil rozsáhlou knihovnu a sbírku lidového umění a nábytku z panství. Ve druhé polovině dvacátého století začal budovu využívat místní národní výbor. V majetku obce zámek zůstal i po roce 1990. V budově sídlí obecní úřad, zdravotní středisko a knihovna.

## Stavební podoba
Dvoupatrový zámek má obdélný půdorys s deseti okenními osami na delší straně, Na západní straně na hlavní budovu navazuje krátké boční křídlo. Hranolová třípatrová věž byla postavena Hildprandty na počátku devatenáctého století. V interiéru se dochovaly barokní valené klenby a figurální sgrafitová výzdoba z poloviny devatenáctého století v chodbě prvního patra.
K památkově chráněnému areálu patří také bývalé konírny (čp. 59), správní budova (čp. 58), chlévy se stodolou (čp. 63), tzv. aparát (čp. 68 a 124) a zámecký park. Součástí parku je barokní obdélná oranžérie (čp. 60 a 61). Boční stěny se do zahrady otevírají portikem ze čtveřic toskánských sloupů, které nesou kladí. Střední průchozí část oranžérie má oválný půdorys a je zaklenutá kupolí.